# Anastácio de Constantinopla
Anastácio de Constantinopla foi o patriarca de Constantinopla entre 730 e 754 Ele sucedeu a Germano I (715 - 730) e se envolveu fortemente na controvérsia iconoclasta. Sua opinião sobre os ícones mudou duas vezes: primeiro ele se opunha, depois passou a defendê-los e, por fim, voltou a se opor.

## Contexto
Em 726, o imperador bizantino Leão III, o Isauro publicou um édito proibindo o uso de imagens nas igrejas e ordenou que seus soldados as removessem de todas as que estivessem em território do Império Bizantino.
Germano protestou o édito e escreveu uma carta apelando ao Papa Gregório II, bispo de Roma, em 729. O imperador Leão ficou furioso e depôs Germano logo em seguida. O papa, por sua vez, exigiu que Leão retirasse o édito, o que ele se recusou a fazer.

## Patriarcado de Anastácio
Leão então apontou Anastácio para o trono patriarcal em 730 baseado principalmente em seu suporte às ideias iconoclastas. A controvérsia sobre esta política predominou durante o seu episcopado e alimentou um cisma entre as igrejas do oriente e do ocidente. Gregório II morreu no ano seguinte, mas seu sucessor, Gregório III, continuou a resistir à nova política, ao ponto de estimular a revolta armada contra a autoridade imperial na Itália.
Em 741, Leão morreu e foi sucedido como imperador por seu filho Constantino V, que quase que imediatamente precisou deixar a capital para defender a fronteira oriental contra o Califado Omíada. O cunhado de Constantino, Artavasdo, que era o curopalata ("mestre do palácio") e comandava os temas Opsiciano e Armeníaco, aproveitou a vantagem da ausência do imperador da capital para tomar o trono. Para conseguir o apoio dos que se opunham à política iconoclasta, Artavasdo reverteu o édito e se declarou o "Protetor dos Ícones Sagrados". O patriarca Anastácio rapidamente mudou de opinião (e de lado) e repentinamente se tornou um ardente defensor dos ícones, que o usurpador mandara reinstalar nas igrejas. Anastácio chegou mesmo a excomungar Constantino e o declarou um herético.
Constantino juntou os segmentos leais de seu exército e marchou para Constantinopla em 743 Ele derrotou Artavasdo e mandou executá-lo. Anastácio foi deposto, açoitado, cegado e desfilado nas ruas da cidade, em infâmia. Depois disso, Anastácio mudou novamente de opinião sobre a questão dos ícones, voltando a atacá-los e acabou recendo o perdão imperial e o posto de volta.
Anastácio morreu em 754 e foi condenado pelo Segundo Concílio de Niceia, juntamente com Constantino II e Nicetas I, seus sucessores.